# NGC 3746
NGC 3746 (другие обозначения — UGC 6597, VV 282, MCG 4-28-5, ARP 320, ZWG 127.6, HCG 57B, PGC 35997) — спиральная галактика с перемычкой (SBab) в созвездии Лев.
Этот объект входит в число перечисленных в оригинальной редакции «Нового общего каталога».
В галактике вспыхнула сверхновая SN 2002ar типа Ia, её пиковая видимая звездная величина составила 16,5.
В галактике вспыхнула сверхновая SN 2005ba типа II, её пиковая видимая звездная величина составила 17,5.